# 齐格蒙特·鲍曼
齐格蒙特·鲍曼（波蘭語：Zygmunt Bauman，1925年11月19日—2017年1月9日），波兰社会学家。1971年因波兰反犹主义被迫离国前往英国定居，成为英国利兹大学的社会学教授。鲍曼因将现代性、大屠杀以及后现代消费主义联系起来而广为知名。

## 现代性与理性
20世纪80年代晚期到90年代早期，鲍曼出版了一系列探讨现代性、科层制、理性以及社会排斥的书籍。他同意弗洛伊德的观点，把欧洲现代性看作是一种权衡，认为欧洲社会为了享受不断增长着的个人安全感而同意放弃某种程度的自由。并且，鲍曼认为这一过程包含了对天性的掌控、等级森严的科层制、各种规章制度与控制，所有这些要素都尝试着逐渐消除个人的无安全感，使人类生活混乱的一面看起来富有秩序与亲切感。然而，在这些书中，鲍曼又开始逐渐形成新的立场，认为这种创制秩序的努力从来不曾获得它预期的成功。当生活被整合进熟悉而可控的范围内后，仍然永远存在着既不能被管理、不能被分离出来、也不能被控制的社会群体。
在《现代性与社会环境》这本书中，鲍曼通过引入“局外人”这样的敏感的人物形象来尝试对这种无法预料的人们进行理论抽象。通过齐美尔的社会学理论与德里达的哲学理论，鲍曼将局外人描绘成陌生的当局者，社会的游离人。在这本书中，鲍曼尝试以接近个人的不同途径來对现代社会做出描述。他认为一方面消费导向的经济中，陌生的局外人永远处在被诱惑的状态的中；不同的食物、时尚和旅游都有可能使人感受到那些他不熟悉的东西的吸引力。然而这种疏离感同样也有负面效果。因为局外人本身无法被掌控和安排，因此他永远处在担惊受怕之中。
鲍曼最出名的著作《现代性与大屠杀》就是尝试对所有的恐惧感进行全盘的描绘。根据阿伦特与阿多诺对极权主义以及启蒙运动的描述，鲍曼认为大屠杀既不应该被简单的看作仅仅是犹太历史上的事件，也不应当是向前现代的野蛮文明的倒退，而是应当作为与现代性以及理性化努力深刻相联的事件。过程理性，劳动力不断细化的分工，对不同物种的无益的分类以及将理性掌控赋予道德优越感的趋势都使得大屠杀发生。正是基于这一点，鲍曼认为现代社会还没有完全汲取大屠杀的教训；大屠杀就像是一幅挂在墙上的画，还仅仅给人很少启迪。

## 后现代主义与消费主义
在20世纪90年代中后期，鲍曼开始关注两种虽然不同但存在交集的主题：后现代主义与消费主义。鲍曼开始形成这样一种立场：20世纪下半叶，现代社会开始发生一场转折——它从一个制造者社会转变成一个消费者社会。鲍曼认为这种转变改变了弗洛伊德的“现代”折衷，因为现在人们放弃了安全感而更愿意去享受不断增长的自由、购买自由、消费以及享受生活。在1990年，鲍曼在自己的书里说这种转变是从“现代”到“后现代”的转变。当千禧年之交界过去后，他尝试避免围绕“后现代性”这个术语所产生的种种误解，而使用了“流动的”（liquid）与“固定的”（solid）现代性这样的比喻。在关于现代消费主义的书里，鲍曼仍然提到了他在描绘“固定的”现代性时所遇到的不确定性，但还写到了更加难以消解的恐惧感。如果用鲍曼自己的书名的话，它们确实是“流动的恐惧”（liquid fears），比如说关于恋童癖的恐惧，它们既是不定型的也没有可供容易识别的外在特征。

## 液態的现代性
“液態的现代性”（Liquid Modernity）是鲍曼对现在的世界状态的表述，与先前的“固定的”("solid")现代性相对。根据他的观点，从“固定的”现代性到“液態的”现代性之间的过渡为个人追求造就了一种全新的、与先前任何时候都不同的景况，使个人面对着一连串的从未经过的挑战。社会形式和社会制度再也没有充分的时间去固化人们的行为，也无法作为指引人类行动与长期人生计划的框架或者参考，因此个人不得不寻求创造自己生活的其他途径。尽管短期计划或者插曲本身并无法组成类似“职业”或者“进步”等概念可以进行有意义地分析的序列，但个人必须尝试将一连串没有穷尽的它们拼接起来。这种碎片式的生活要求个人必须具有弹性与可适应性，并且需要愿意经常性地在短期内改变策略，无悔地抛弃誓言与忠诚，以及根据他们的实际能力去追求目标。处于液態的现代性当中的个人必须行动，计划行动，以及计算在地方性的不确定之下行动（或者没行动成）会导致的收益与损失。